# Edmond de Coussemaker
Pour les articles homonymes, voir De Coussemaker.
Edmond de Coussemaker, né le 19 avril 1805 à Bailleul (Nord) et mort le 10 janvier 1876 à Lille (Nord) est juriste de formation, son activité de musicologue et ethnologue est centrée sur le Moyen Âge et ses recherches historiques sur le patrimoine de la Flandre française. Il est apparenté à Ignace de Coussemaker.

## Biographie
(d'après l'article de Damien Top)[réf. nécessaire]

### Juriste et musicien
Né à Bailleul, le 19 avril 1805, à l’avènement de l’Empire dans une famille de la bourgeoisie de robe, Edmond de Coussemaker montra dès l'enfance une grande habileté comme chanteur et pianiste. « À dix ans il lisait à première vue toute espèce de musique. Il apprit à jouer du violon et du violoncelle mais son goût le portait particulièrement vers le chant. » (François-Joseph Fétis dans Biographie universelle des musiciens, Didot, 1860-1865) Il poursuivit ses études au lycée de Douai, se forma au violon avec Joseph Baudouin et au chant et à l’harmonie avec Moreau, organiste de Saint-Pierre. Son père l’envoya en 1825 faire son droit à Paris où triomphait La Dame blanche de Boïeldieu. Parallèlement, il aborda la composition avec Antoine Reicha, et se perfectionna dans l’art vocal avec Felice Pellegrini, créateur en France des opéras de Rossini.
« Beauté, musique, esprit, Mme la Comtesse Merlin porte sur son front trois couronnes dont une seule suffirait à consacrer pour toujours une tête de femme. » (Les Belles Femmes de Paris et de la province, 1829). De Coussemaker fréquenta le salon de la belle créole ainsi que ceux des comtesses Méroni ou de Sparre. Le jeune Flamand y croisa le Tout-Paris : la Malibran, Musset, Liszt, Balzac… Ses Romances et ses Quadrilles enchantèrent les soirées de l’aristocratie parisienne. Leur style offre une curieuse synthèse : si La Captive, d’une grâce toute bellinienne, reste assurément l’une de ses meilleures inspirations, d’autres, comme Les Rossignols, empruntent leur vocalité à Rossini tandis qu'Amour et Patrie s'apparente plutôt à Méhul, avec un récitatif proche de Berlioz.
À l'avènement du « roi-citoyen », la noblesse qui patronnait les institutions artistiques fut reléguée à l’arrière-plan et la bourgeoisie aisée la remplaça peu à peu au théâtre. Son diplôme obtenu en décembre 1830, il suivit un stage d'avocat à Douai, reprenant ses études de contrepoint à partir de 1832 avec Victor Lefebvre. Souhaitant élever le niveau de la musique religieuse, à l'instar d'un Alexandre-Étienne Choron, initiateur du renouveau maîtrisien dès 1807, de Coussemaker écrivit une Messe ainsi que divers motets a cappella : Kyrie, Sanctus, O Salutaris et Agnus dei.
Grâce à Luce-Varlet, la vie artistique était intense à Douai. Coussemaker mit sur pied à l’été 1832 une Société d’émulation musicale afin de faire jouer à grand orchestre ses propres œuvres et celles de compositeurs locaux : Victor Lefebvre, Henri Brovellio, Charles Choulet ou Amédée Thomassin. Il se produisait dans le cadre des concerts d’hiver organisés par cette société et de1 840 à 1843. Commissaire de la Société philharmonique de Douai chargé du recrutement des artistes, il en invita de prestigieux tels le violoniste Henri Vieuxtemps ou le hautboïste Stanislas Verroust. Le 5 décembre 1832, on entendit de lui une Romance à deux voix, un Air varié pour le hautbois, Chant à quatre voix a cappella et un Air de soprano avec accompagnement d’orchestre. Il laissa aussi manuscrits un Traité de composition et de fugue et un Traité d'harmonie apparemment disparus.
Edmond de Coussemaker chanta régulièrement dans la région (Bailleul, Aire-sur-la-Lys, Cassel…), interprétant ses propres mélodies ou les airs lyriques en vogue. Il y fit même représenter son opéra Le Diamant perdu en 1835 mais laissa inachevé Imogène. En 1836, dans sa cité natale, il s'allia à Marie Mignard de la Mouillère, à qui il avait dédié toute une série de romances durant leurs fiançailles. Ses œuvres, si elles ne brillent pas par un talent hors du commun, restent solidement construites et reflètent les goûts de la Restauration. Il influença considérablement la production régionale vers un romantisme gothique de style troubadour. Appelé aux fonctions de Juge de Paix à Bergues en 1843, puis nommé en 1845 au tribunal d'Hazebrouck, il devint finalement juge à Lille en 1858. En 1874, il est élu maire de Bourbourg, ville dans laquelle se trouve sa dernière résidence.
Coussemaker fut en contact avec l’élite intellectuelle de l’Europe, principalement de culture germanique, comme les frères Grimm ou le baron Kervyn de Lettenhove. Décoré de la Légion d'honneur en avril 1847, titulaire de l'ordre de Saint-Grégoire le Grand, chevalier de l'Ordre de Léopold, membre de plus de vingt-cinq sociétés savantes, il était entre autres associé de l'Académie royale de Belgique, correspondant de l'Institut de France, correspondant de l’Académie des inscriptions et belles-lettres, de l'Institut impérial d'Autriche, membre honoraire de la Société royale des Antiquaires de Londres. Son imposante bibliothèque comportait 1 600 livres précieux et de nombreux instruments de musique, dont une partie se trouve actuellement à la Bibliothèque royale de Bruxelles.

### Le Comité flamand de France

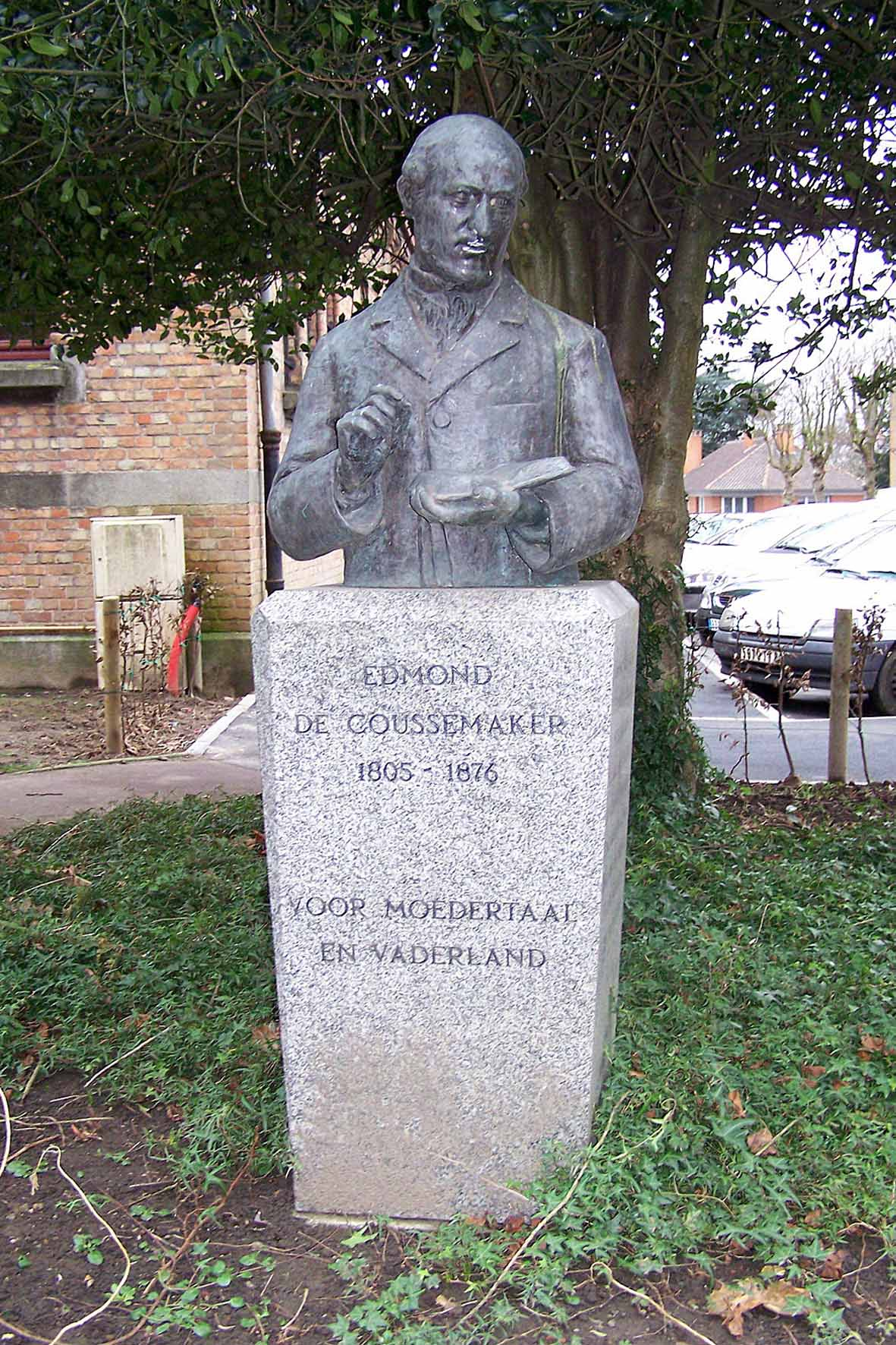
Buste d'Edmond de Coussemaker.

Sur un rapport d’Hippolyte Fortoul, ministre de l’Instruction publique et des Cultes, Napoléon III signa le 13 septembre 1852 un décret ordonnant la publication d’un Recueil général des poésies populaires de la France (… qui ne vit malheureusement jamais le jour). S'inspirant du Barzaz Breiz : Chants populaires de la Bretagne de Théodore Hersart de La Villemarqué, publié dès 1839, de Coussemaker – en tant que correspondant du Comité de la Langue, de l’Histoire et des Arts de la France – colligea la poésie chantée de sa région. C'est uniquement sur ce recueil des Chants populaires des Flamands de France paru à Gand trois ans plus tard que se base la renommée dont il jouit parmi les mouvements folkloristes.
Coussemaker fonde en 1853 le Comité flamand de France, appelé à étudier et préserver le flamand occidental parlé en Flandre française. Monarchiste constitutionnel, proche de certains libéraux, de Félicité de Lamennais, du comte de Montalembert, du chansonnier Béranger, orléaniste qu’il mit en musique, il resta viscéralement attaché à son pays et occupa le poste de conseiller général du Nord. Le tome IV des Scriptores de musica medii aevi était sous presse au moment où, usé par les travaux, « notre pauvre père a fini les armes à la main pour rendre service au canton », ainsi que l'écrivit sa fille Lilia le jour même de sa mort survenue à Lille le 10 janvier 1876.
Beaucoup de ses archives et manuscrits disparurent lors de l’incendie de l’hôtel de ville de Bailleul en 1918.

## Apport musicologique
C'est tout d'abord la lecture de La Revue musicale du musicologue belge François-Joseph Fétis qui éveilla son intérêt pour le Moyen Âge. Les premiers travaux musicologiques de Coussemaker datent de 1835. Encore aujourd’hui, par leur rigueur et leur précision, ils demeurent des références en matière de musicologie médiévale : Mémoire sur Hucbald et ses traités de musique (1841), Histoire de l'harmonie au Moyen Âge (1852), Les Harmonistes des XIIe et XIIIe siècles (1864), Œuvres complètes du trouvère Adam de la Halle (1872). Ses compilations Scriptorum de Musica Medii aevi, 1864-1876, continuent celle du prince-abbé Martin Gerbert. Parmi ses écrits historiques, il faut essentiellement retenir Troubles religieux du XVIe siècle dans la Flandre maritime (1560-1570), publié en 1876.
Il fut l'un des premiers à se consacrer à des recherches sur la musique du Moyen Âge et ses nombreuses publications abordent des sujets tels le chant grégorien, la notation neumatique et mesurée, les instruments médiévaux, la théorie et la polyphonie (qu'il appelait « harmonie »). Ce qui distingue Coussemaker de Fétis, c'est la très large culture de ce dernier qui lui permet de synthétiser de grandes quantités d'informations en vue d'élaborer des théories abstraites. L'approche de Coussemaker est cependant plus précise, plus scientifique et moins spéculative.
À partir des sources musicales qu'il collecta, il présenta à peine plus que des descriptions basées sur une observation attentive, ce qui lui valut de nombreuses critiques de la part de ceux qui le considérèrent plus comme un collectionneur avisé que comme un historien. Il démontra la valeur scientifique des fac-similés de manuscrits, mais effectua également ses propres transcriptions en notation moderne. Son Scriptorum de musica, compilation d'écrits (la plupart en latin) de plusieurs théoriciens de la musique ancienne, est son œuvre la plus importante. Il réalisa aussi plusieurs éditions critiques de musique ancienne, incluant des drames liturgiques du Moyen Âge et des œuvres d’Adam de la Halle.

## Écrits
- Hucbald moine de Saint-Armand et ses traités de musique (1839-1841)
- « Essai sur les instruments de musique au Moyen-Âge. », dans Annales archéologiques, Première partie : Tome III, 1845, pp.  76-88 sur Gallica, pp.  147-155 sur Gallica, pp.  269-282 sur Gallica. Tome IV, 1846, pp.  25-39 sur Gallica, pp.  94-101 sur Gallica. Deuxième partie : Tome VI, 1847, pp.  314-323 sur Gallica. Tome VII 1847, pp.  92-100 sur Gallica, pp.  157-165 sur Gallica, pp.  240a-250 sur Gallica, pp.  326-329 sur Gallica. Tome VIII 1848, pp.  242-250 sur Gallica. Tome IX, 1849, pp.  289-297 sur Gallica, pp.  329-334 sur Gallica. Paris, Didron aîné. Récapitulatif sur Google Livres de toutes les parties de ce corpus.
- Histoire de l'harmonie au Moyen Âge (1852)
- Chants populaires des Flamands de France (1856)
- Les Harmonistes des XIIe et XIIIe siècles (1864)
- Œuvres complètes du trouvère Adam de la Halle (1872)
- Scriptores de musica medii aevi (4 delen) (1864-1876)
- Un combat judiciaire à Cassel en 1396 (1866)
- Couvent des Pères capucins à Bourbourg (1866)
- Délimitation du flamand et du français dans le Nord de la France (1857)
- Drames liturgiques du Moyen Âge (1860)
- Fiefs et feudataires de la Flandre maritime (1875)
- Troubles religieux du XVIe siècle dans la Flandre Maritime 1560 - 1570, 2 vol. (1876)
- Notice nécrologique sur M. Louis Cousin (1873)

## Enregistrements
- Edmond de Coussemaker, Romances et chansons. Maryse Collache, soprano, Damien Top, ténor, Éric Hénon, piano. Symphonic Productions SyPr 041 2005.

## Distinctions
- Chevalier de la Légion d'honneur  par décret du 25 avril 1847[4].
- Chevalier de l'Ordre de Saint-Grégoire-le-Grand.
- Chevalier de l'Ordre de Léopold[5].

## Hommage
- Une rue de Bourbourg porte son nom.
- Une rue de Bailleul porte son nom[6].